# Harrington (Delaware)
Harrington ist eine kleine Stadt im Kent County im US-Bundesstaat Delaware, Vereinigte Staaten. Das U.S. Census Bureau hat bei der Volkszählung 2020 eine Einwohnerzahl von 3.774 ermittelt. Sie liegt am Highway 13 etwa 1000 km südlich von New York und rund 10 km vom Atlantik entfernt. Etwa 11 % der Bevölkerung können auf deutschsprachige Vorfahren verweisen. 

## Freizeitaktivitäten
Neben einigen kleinen Museen wie dem Messick Agricultural Museum und dem Railroad Museum hat die Stadt die Quillen Arena, eine 80.500 square feet große überdachte Arena mit bis zu 2100 festen Sitzplätzen. Dort werden Rodeos und Ausstellungen für die Stadt und Umgebung abgehalten. Eine weitere Attraktion ist die Schlittschuhbahn  The Centre Ice Rink und die Pferderennbahn Harrington Raceway, wo an 90 Tagen im Jahr gewettet werden darf.  

## Stadtgeschichte
Der Ursprung der Stadt geht auf eine Familie Clark zurück, die in den 1730er Jahren dort lebte. Um das Jahr 1800 führten zwei Straßen an ihrem Besitz vorbei und so baute die Familie einen kleinen Laden mit Imbiss, der Clarks Corner hieß. Im Jahr 1856 entstand in der Nachbarschaft eine Bahnstrecke, die zur Delaware Bahnstrecke, der Pennsylvania Railroad Bahngesellschaft gehörte. Matthew J. Clark verkaufte daraufhin stückweise einen Teil seines Landes an investitionswillige Neubürger und so entstanden Wohnhäuser und Geschäfte für die umliegenden Farmen. Im Jahr 1859 erhielt das damals noch Junction Station genannte Gebiet den Namen Harrington und bereits zehn Jahre später, 1869, durfte es sich eine Stadt nennen. Mit dem Bau der Junction and Breakwater Bahnlinie festigte sich die Bedeutung von Harrington und so lebten 1887 bereits 1300 Menschen im Ort.